# Gerhard Durlacher
Gerhard Leopold Durlacher (Baden-Baden, 10 luglio 1928 – Haarlem, 2 luglio 1996) è stato uno scrittore olandese, d'origine ebreo-tedesca.

## Biografia
Nato a Baden-Baden in Germania in una famiglia ebrea, nel 1937 si rifugia nei Paesi Bassi. Viene poi comunque deportato il 2 ottobre 1942 nei campi di concentramento nazisti (prima a Westerbork, quindi a Theresienstadt e infine ad Auschwitz). Dopo la liberazione va a vivere ad Amsterdam, dove per tutta la vita è stato insegnante di Sociologia all'Università. Nel 1959 ha sposato Anneke Sasburg, insegnante anche lei (dal matrimonio sono nate tre figlie, tra cui la scrittrice Jessica Durlacher). Comincia a scrivere narrativa, di matrice autobiografica solo nel 1981.

## Opere
- De laagst betaalden (saggio di sociologia), 1965
- Strepen aan de hemel, 1985
- Drenkeling: kinderjaren in het Derde Rijk, 1987
- De zoektocht, 1991
- Quarantaine, 1993
- Niet verstaan, 1995
- Verzameld werk, 1997
- Godvergeten tijd, 2008

### In italiano
- Strisce nel cielo, introduzione di Giancarlo Errico, Milano: Iperborea, 1995 ISBN 88-7091-048-2